# Harald Edelstam

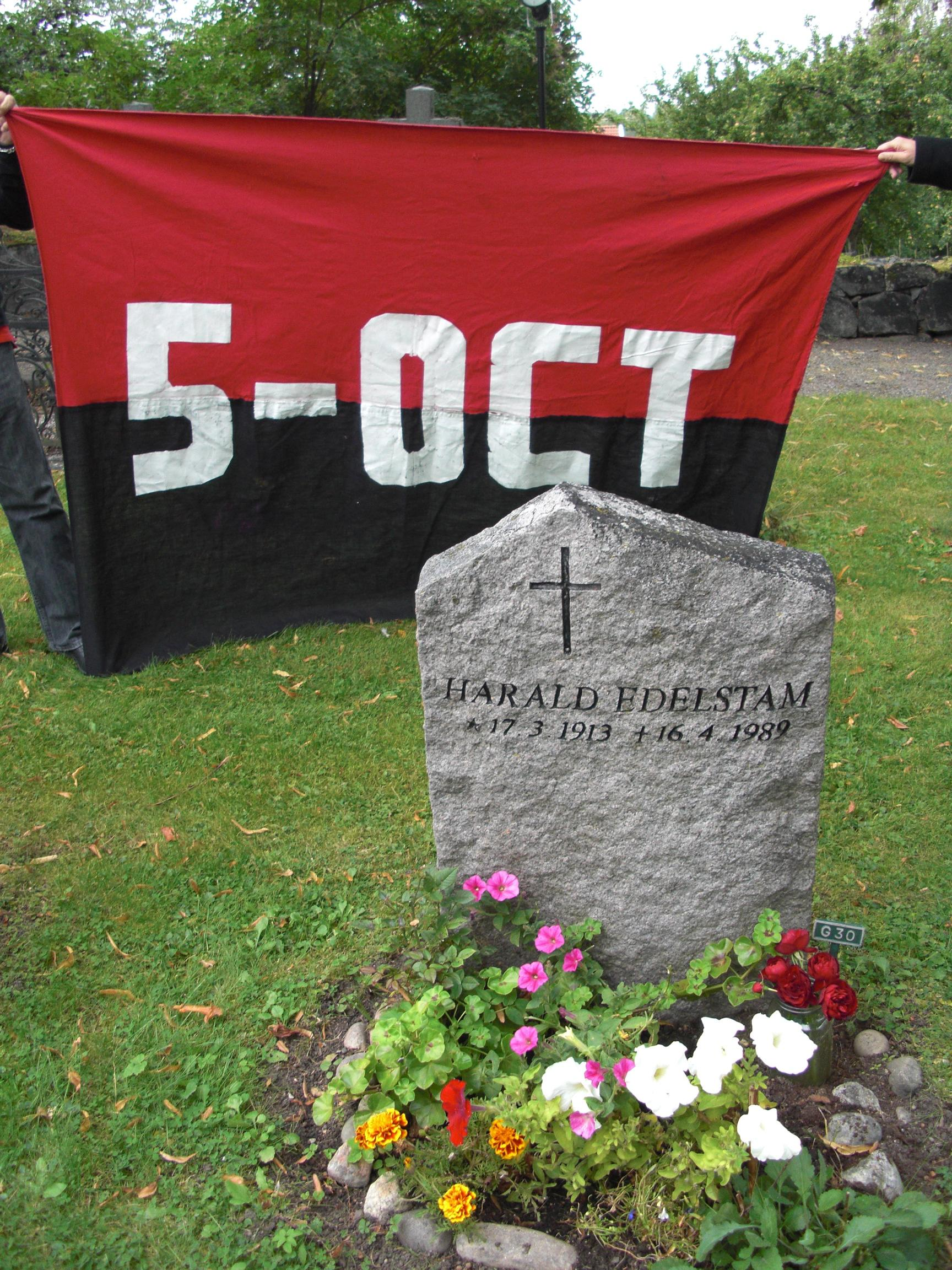
Hrob Haralda Edelstam 11. září 2010, na Eckerö kostel v blízkosti Stockholm.Oslava mu pomoci chilské a ostatní, aby unikl v roce 1973 vojenským převratem.

Harald Edelstam (17. března 1913, Stockholm - 16. dubna 1989 Stockholm) byl švédský diplomat. Během druhé světové války přijal krycí jméno Černý bedrník. Pomáhal agentům britské SOE a sabotérům uprchnout z Německa.
V sedmdesátých létech byl vyslancem v Santiagu, v Chile. Zde získal přezdívku Raoul Wallenberg sedmdesátých let, když pomohl kubánským diplomatům a jiným, pro režim nastupujícího Augusta Pinocheta, nepohodlným obyvatelům Chile uprchnout před perzekucí.
Během převratu tanky útočily na Kubánskou ambasádu, do té doby byla Kuba hlavním spojencem a přítelem Chile a jejího prezidenta Salvadora Allendeho, Harald Edelstam prohlásil se švédskou vlajkou v rukou Kubánskou ambasádu za výsostné území Švédského království. Poté Kubánce přesunul na Švédskou ambasádu a zprostředkoval jim útěk z Chile do bezpečí. Pomohl i jiným Kubánským obyvatelům do bezpečí a byl oceněn Fidelem Castrem jako hrdina.
Z Chile byl vypovězen jako Persona non grata, ještě předtím se mu podařilo zachránit více než 1300 lidí, téměř 3500 lidí zmizelo nebo bylo režimem zabito. Dnes žije necelých 50 000 Chilanů ve Švédsku.
V roce 2006 bylo proti Pinochetovi zahájeno soudní řízení, zemřel 10. prosince 2006.
V roce 2007 byl o Edelstamově působení v Chile natočen film The Black Pimpernel, v češtině Převrat.
Harald Edelstam zemřel v roce 1989 na rakovinu.